# Кошелівська сільська рада (Пулинський район)
Кошелівська сільська рада — колишня адміністративно-територіальна одиниця та орган місцевого самоврядування у Пулинському (Червоноармійському), Ємільчинському, Новоград-Волинському, Житомирському районах Волинської округи, Київської й Житомирської областей Української РСР та України з адміністративним центром у с. Кошелівка.

## Населені пункти
Сільській раді були підпорядковані населені пункти:
- с. Кошелівка
- с. Веснянка
- с. В'язовець
- с. Радецька Болярка
- с. Радецьке Будище
- с. Сколобів
- с. Ужівка

## Населення
Кількість населення ради, станом на 1923 рік, становила 1 798 особу, кількість дворів — 358.
Кількість населення сільської ради, станом на 1924 рік, становила 2 031 особу.
У 1926 році чисельність населення сільської ради становила 1 859 осіб.
Кількість населення ради, станом на 1931 рік, становила 2 025 осіб.
Відповідно до результатів перепису населення СРСР, кількість населення ради, станом на 12 січня 1989 року, становила 1 769 осіб.
Станом на 5 грудня 2001 року, відповідно до перепису населення України, кількість мешканців сільської ради становила 1 611 осіб.

## Склад ради
Рада складалась з 18 депутатів та голови.

### Керівний склад сільської ради
| ПІБ                            | Основні відомості                                                                                          | Дата обрання | Дата звільнення |
| ------------------------------ | --- | ------------ | --------------- |
| Фісак Людмила Сергіївна        | Сільський голова, 1953 року народження, освіта, член народної партії                                       | 26.03.2006   | 31.10.2010      |
| Климчук Станіслав Анатолійович | Сільський голова, 1963 року народження, освіта вища, член Соціал-демократичної партії України (об'єднаної) | 31.10.2010   |                 |

Примітка: таблиця складена за даними джерела

## Історія
Створена 1923 року, в складі сіл Кошелівка, Соснова Болярка (згодом — Веснянка) та колонії Кошелівка Пулинської волості Житомирського повіту Волинської губернії. 28 квітня 1925 року реорганізована в польську національну сільську раду. Станом на 1 жовтня 1941 року кол. Кошелівка не перебуває на обліку населених пунктів.
Станом на 1 вересня 1946 року сільська рада входила до складу Червоноармійського району Житомирської області, на обліку в раді перебували села Кошелівка та Соснова Болярка.
11 серпня 1954 року, відповідно до указу Президії Верховної ради Української РСР «Про укрупнення сільських рад по Житомирській області», до складу ради приєднано села Відерне В'язовець ліквідованої В'язовецької сільської ради. 2 вересня 1954 року, відповідно до рішення Житомирського облвиконкому № 1087 «Про перечислення населених пунктів в межах районів Житомирської області», с. Відерне передане до складу Очеретянської сільської ради Червоноармійського району. 28 червня 1955 року, відповідно до рішення Житомирського ОВК № 636 «Про зміни в адміністративно-територіальному поділі Володарсько-Волинського, Коростенського, Червоноармійського і Барашівського районів», до складу ради передано частину с. Сколобів (бригаду колгоспу) Давидівської сільської ради Володарсько-Волинського району.
На 1 січня 1972 року сільська рада входила до складу Червоноармійського району Житомирської області, на обліку в раді перебували села Веснянка, В'язовець, Кошелівка та Сколобів.
12 серпня 1974 року, відповідно до рішення Житомирського облвиконкому № 342 «Про зміни в адміністративно-територіальному поділі окремих районів області в зв'язку з укрупненням колгоспів», до складу ради передано села Радецька Болярка, Радецьке Будище та Ужівка Зеленополянської сільської ради Червоноармійського району Житомирської області.
Припинила існування 16 листопада 2017 року через об'єднання до складу Пулинської селищної територіальної громади Пулинського району Житомирської області.
Входила до складу Пулинського (Червоноармійського, 7.03.1923 р., 8.12.1966 р.), Ємільчинського (30.12.1962 р.), Новоград-Волинського (7.01.1963 р.) та Житомирського (4.01.1965 р.) районів.